# США и вторжение России на Украину
США после вторжения России на Украину в 2022 году осудили нападение, предоставили гуманитарную и военную помощь Украине и ввели санкции против России и Республики Беларусь — стран, принимающих активное участие во вторжении на Украину.

## Помощь Украине
Байден заявил, что 800 американских солдат будут переведены из Италии в Балтийский регион, восемь истребителей F-35 будут переведены из Германии в Восточную Европу, а 32 вертолета Apache будут переведены из Германии и Греции в Польшу. Однако президент добавил, что американские военные не будут воевать с Россией на Украине, но будут защищать каждый дюйм территории НАТО. 16 марта Байден объявил о выделении дополнительных 800 млн долларов США на помощь Украине в сфере безопасности, в результате чего общая сумма помощи США в сфере безопасности, выделенная Украине, достигла 2 млрд долларов США с начала правления администрации Байдена.
Министр обороны США Ллойд Остин приказал направить в Европу дополнительно около 7000 военнослужащих. 26 февраля госсекретарь США Энтони Блинкен заявил, что Украине будет предоставлена дополнительная военная помощь в размере 350 млн долларов США для укрепления обороноспособности.
Агентство США по международному развитию вместе с учреждениями ООН предоставило украинскому народу предметы первой необходимости, такие как хирургические и медицинские наборы, продукты питания первой необходимости, термоодеяла и санитарные принадлежности. В общей сложности агентство предоставило гуманитарную помощь на сумму 107 млн долларов США.
25 марта 2022 года Джо Байден посетил Польшу вблизи границы с Украиной. Байден выразил свою признательность за мужество и стойкость украинского народа и сравнил сопротивление украинцев вторжению с событиями на площади Тяньаньмэнь в 1989 году.
12 апреля 2022 года США направили Украине дополнительную военную помощь в размере 750 млн долларов США, включая беспилотники, гаубицы и оборудование для защиты от химических атак.
24 апреля 2022 года американская делегация в составе государственного секретаря США Энтони Блинкена и министра обороны Ллойда Остина посетила Киев и встретилась с президентом Украины Владимиром Зеленским. После визита, США объявили о выделении 713 млн долларов США на военное финансирование Украины и пятнадцати союзных стран-партнеров.
В конце апреля 2022 года Нэнси Пелоси, спикер Палаты представителей, посетила Зеленского в Киеве вместе с другими членами Палаты представителей, включая Адама Шиффа.
В конце 2023 года поддержка со стороны США сократилась, согласование очередного пакета помощи Украине вызвало противостояние партий, президент Джо Байден призвал поддержать законопроект.  Бывший министр экономического развития и руководитель Киевской школы экономики Тимофей Милованов назвал в качестве причин падения поддержки переключение внимания на действия Израиля в секторе Газа и не оправданные ожидания от широко разрекламированного контрнаступления.

## Осуждение России
Президент США Джо Байден выступил с заявлением, в котором назвал вторжение России «неспровоцированным и необоснованным», а также обвинил президента России Владимира Путина в ведении «преднамеренной войны, которая приведет к катастрофическим человеческим жертвам и страданиям».
28 февраля США объявили о планах высылки двенадцати российских дипломатов из Постоянного представительства России при ООН. Представительство США при ООН сообщило об этом общественности,

Соединенные Штаты информировали Организацию Объединенных Наций и Постоянное представительство России при Организации Объединенных Наций о том, что мы начинаем процесс высылки двенадцати сотрудников разведки из российского представительства, которые злоупотребляли своими привилегиями проживания в Соединенных Штатах, занимаясь шпионской деятельностью, наносящей ущерб нашей национальной безопасности. Мы предпринимаем эти действия в соответствии с Соглашением о штаб-квартире ООН. Эта мера разрабатывалась в течение нескольких месяцев.— Пресс-секретарь Оливия Далтон, Заявление о решении инициировать высылку российских дипломатов в Нью-Йорке, Представительство США при Организации Объединенных Наций
Байден назвал Путина «военным преступником», отвечая на вопросы репортеров 16 марта 2022 года.
Байден также осудил российских олигархов, которые поддерживали Путина, заявив: «Мы объединимся с нашими европейскими союзниками, чтобы найти и конфисковать ваши яхты, ваши роскошные апартаменты, ваши частные самолеты. Мы придем за вашими незаконно нажитыми средствами». Администрация Байдена также осудила решение Путина привести российские силы ядерного сдерживания в состояние повышенной боевой готовности.
Выступая 26 марта 2022 года, Байден заявил в своей речи, что Путин «не может оставаться у власти». Однако позже Белый дом опубликовал заявление, в котором говорилось, что Байден «имел в виду, что Путину нельзя позволить осуществлять власть над своими соседями или регионом. Он не обсуждал власть Путина в России или смену режима». В ответ на заявление Байдена Кремль заявил, что вопрос о том, останется Путин у власти или нет, решает российский народ.
В телефонном разговоре с президентом Украины Владимиром Зеленским Байден назвал военные действия России «неспровоцированными и неоправданными».
7 апреля 2022 года представитель США при ООН Линда Томас-Гринфилд выступила на Генеральной Ассамблее ООН, чтобы вместе с Украиной призвать к исключению Российской Федерации из Совета по правам человека ООН в ответ на резню в Буче.

## Санкции против России и Белоруссии

### Предыстория
Закон о национальных чрезвычайных ситуациях и Закон о международных чрезвычайных экономических полномочиях дают президенту США право регулировать международную торговлю путём объявления национальной чрезвычайной ситуации в ответ на любую необычную и чрезвычайную угрозу Соединенным Штатам, источник которой полностью или в значительной части находится за пределами США. Это достигается посредством полномочий налагать международные санкции на иностранные государства и их граждан. Определяя таким образом страну, корпорацию или физическое лицо, Соединенные Штаты стремятся использовать глобальное использование доллара США и его регулирование Министерством финансов США для своей внешней политики.
Во время президенства Джорджа Буша-младшего подавление оппозиции режимом Александра Лукашенко во время президентских выборов в Белоруссии в 2006 году привело к объявлению чрезвычайного положения в США Указом № 13405 от 16 июня 2006 года. Во время президенства Барака Обамы аннексия Крыма Российской Федерацией послужила толчком для объявления чрезвычайного положения на Украине посредством Указа № 13660 от 6 марта 2014 года.
Президенты Буш, Обама, Трамп и Байден продлевали срок чрезвычайных ситуаций в Беларуси и Украине посредством ежегодного письма в Конгресс. Каждый президент издавал дополнительные указы, влияющие на масштаб чрезвычайных мер, называя отдельных лиц, компании и правительства ответственными и вводя против них санкции.
Кроме того, отношения между Россией и США были напряжены из-за ряда инцидентов, связанных со шпионажем и кибервойнами. Указом № 13694 Обама объявил чрезвычайную ситуацию в связи со «значительной вредоносной деятельностью с использованием кибертехнологий», не назвав вначале Россию, но в итоге назвав ГРУ, ФСБ и связанные с ними структуры ответственными и наложив на них санкции.

### Санкции Минфина при администрации Байдена
Вступая в должность в 2021 году, Джо Байден сослался на российскую программу вознаграждения боевиков за убийство американских и других союзных военнослужащих во время войны в Афганистане, утечку данных федерального правительства США в 2020 году и белорусские протесты, чтобы усилить предыдущие программы санкций против России и Белоруссии, принятые при президентстве Барака Обамы и Дональда Трампа. Каждый указ был написан в соответствии с Законом о международных чрезвычайных экономических полномочиях, предоставляющим президенту право указывать лиц по мере необходимости.
В 2021 году Байден подписал четыре исполнительных указа о введении санкций. Два из них были направлены против России, а один — против Белоруссии:
- Указ № 14024 от 15 апреля 2021 года разрешает блокировать собственность лиц, уличённых в участии в деятельности правительства Российской Федерации, которая считается вредной для интересов США[23]. В тот же день Управление по контролю за иностранными активами (OFAC) включило в перечень Центральный банк России, Министерство финансов России и Фонд национального благосостояния России[24]. 14 июня 2021 года в силу вступила «Директива 1 о вредоносной иностранной деятельности России» OFAC, прямо запрещающая финансовым учреждениям США предоставлять кредиты указанным лицам. Постановление также запрещает любое участие в первичном рынке долговых обязательств этих учреждений[25].
- Указ № 14038 от 9 августа 2021 года заблокировал собственность лиц, поддерживающих репрессии в Беларуси после президентских выборов 2020 года[26].
- Указ № 14039 от 20 августа 2021 года блокирует имущество лиц, «занимающихся определенной деятельностью или предоставляющих определенные услуги для содействия строительству проекта газопровода „Северный поток — 2“, среди прочего»[27][28].

#### Январь—февраль 2022: полномасштабное вторжение, введение новых санкций

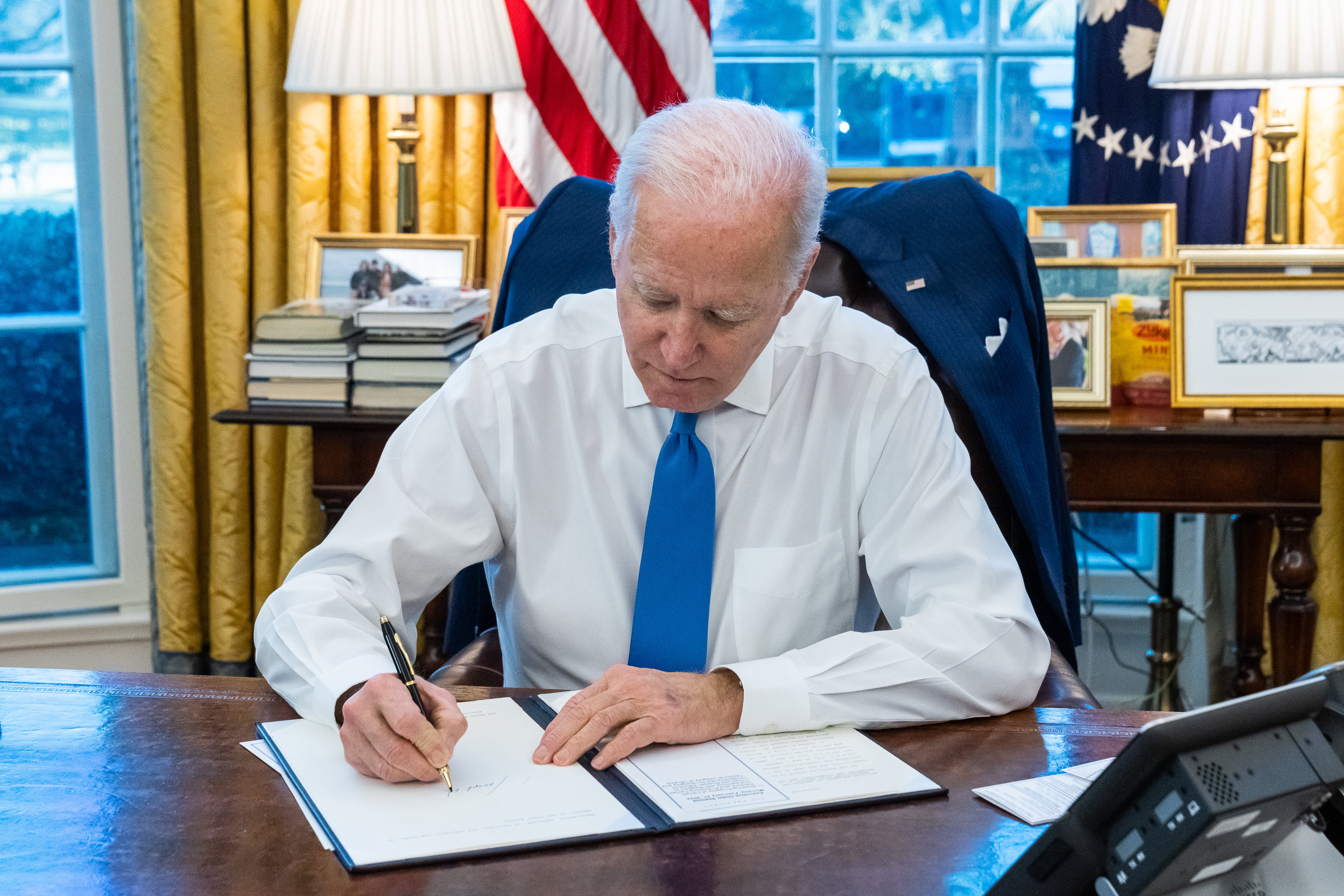
Президент Джо Байден подписывает Указ № 14065 в Овальном кабинете.

В конце января 2022 года крупные российские военные подразделения были переброшены и развернуты в Белоруссии под эгидой ранее запланированных совместных военных учений, которые должны были состояться в феврале того же года. Украинские и американские официальные лица считали, что Россия пыталась использовать Белоруссию в качестве плацдарма для нападения на Украину с севера из-за непосредственной близости белорусско-украинской границы с Киевом.
19 января 2022 года Байден заявил, что, по его «предположению», Россия «продвинется» на Украину, но Путин «заплатит серьезную и дорогую цену» за вторжение и «пожалеет об этом».
21 февраля 2022 года, после признания Россией самопровозглашённых ДНР и ЛНР, Путин приказал ввести дополнительные российские войска в Донбасс, что Россия назвала «миротворческой миссией». В ответ на это администрация Байдена издала Указ № 14065, запрещающий любую торговлю с самопровозглашёнными республиками. Бюро промышленности и безопасности выпустило новые правила экспортного администрирования, вступающие в силу 24 февраля 2022 года.
22 февраля 2022 года США назвали появление российских войск в Донбассе «вторжением». Администрация Байдена и OFAC объявили о блокировании имущества в соответствии с Указом № 14024 в отношении видных членов российского правительства, включая Александра Бортникова из ФСБ и первого заместителя руководителя администрации президента России Сергея Кириенко. Также были упомянуты государственный банк «Промсвязьбанк», его генеральный директор Пётр Фрадков и государственный банк «ВЭБ.РФ». В список попали более сорока дочерних компаний «Промсвязьбанка» и «ВЭБ.РФ», а также пять судов, принадлежащих «Промсвязьбанку»: одно грузовое судно типа ролкер, два танкера и два контейнеровоза. Администрация Байдена назвала это «первым траншем» санкций.
23 февраля 2022 года неназванный высокопоставленный представитель оборонного ведомства США был процитирован агентством Reuters, заявив, что «80 процентов» российских войск, размещенных вдоль границы Украины, готовы к бою и что наземное вторжение в Украину может начаться в любой момент. В тот же день парламент Украины одобрил указ президента Владимира Зеленского о введении чрезвычайного положения в стране. 24 февраля 2022 года президент России Владимир Путин объявил, что принял решение вторжении российских войск в Украину. Вскоре после этого начались ракетные обстрелы территории Украины.
После начала вторжения Белый дом объявил о расширении своих санкционных программ.

Сегодня Соединенные Штаты, вместе с союзниками и партнерами, вводят жесткие и немедленные экономические санкции против России в ответ на войну Путина против Украины. Сегодняшние действия включают масштабные финансовые санкции и строгий экспортный контроль, которые окажут глубокое воздействие на экономику, финансовую систему и доступ к передовым технологиям России. Санкционные меры налагают серьезные издержки на крупнейшие финансовые институты России и приведут к дальнейшей изоляции России от мировой финансовой системы. Сегодняшние финансовые санкции направлены против всех десяти крупнейших финансовых учреждений России, включая полную блокировку, санкции на корреспондентские и платежные счета, а также ограничения на долговые и акционерные обязательства в отношении учреждений, владеющих почти 80% активов российского банковского сектора.— "FACT SHEET: Вместе с союзниками и партнерами Соединенные Штаты налагают на Россию катастрофические издержки", 24 февраля 2022
Администрация Байдена расширила список программы санкций Указа № 14024, включив в него крупные российские корпорации в банковском, оборонном и энергетическом секторах. В список попали такие корпорации, как «ФК Открытие», «Ростех», «Совкомбанк», «Банк ВТБ», «Сбербанк», «Альфа-Банк», «МКБ», «Газпромбанк», «Россельхозбанк», «Газпром», «Газпром нефть», «Транснефть», «Ростелеком», «Русгидро», «Алроса», «Совкомфлот» и «РЖД».
Под санкции попали еще больше российских государственных чиновников и олигархов, включая высокопоставленного чиновника Сергея Иванова, секретаря Совета безопасности России Николая Патрушева, главу «Роснефти» Игоря Сечина и банкира Юрия Соловьева.
Управление по контролю за иностранными активами также объявило о введении дополнительных санкций в отношении Белоруссии в отместку за разрешение использовать её территорию для нападения на Украину, включая государственные банки, оборонную и охранную промышленность, а также должностных лиц оборонного ведомства, включая министра обороны Белоруссии Виктора Хренина.
25 февраля 2022 года Министерство финансов США и Госдеп США объявили о введении самых прямых санкций против правительства и военных Российской Федерации, наложив санкции на президента России Владимира Путина, министра иностранных дел Сергея Лаврова, министра обороны Сергея Шойгу и первого заместителя министра обороны Валерия Герасимова.
В совместном публичном заявлении от 26 февраля 2022 года с лидерами Европейской комиссии, Франции, Германии, Италии, Великобритании и Канады США обязались еще больше ужесточить санкции, включая исключение российских банков из международной системы SWIFT, меры по прекращению использования резервов для подрыва воздействия санкций, прекращение продажи золотого паспорта и координацию усилий по «обеспечению эффективной реализации наших финансовых санкций».
28 февраля 2022 года Российский фонд прямых инвестиций (РФПИ) и его генеральный директор Кирилл Дмитриев были включены в санкционный список.

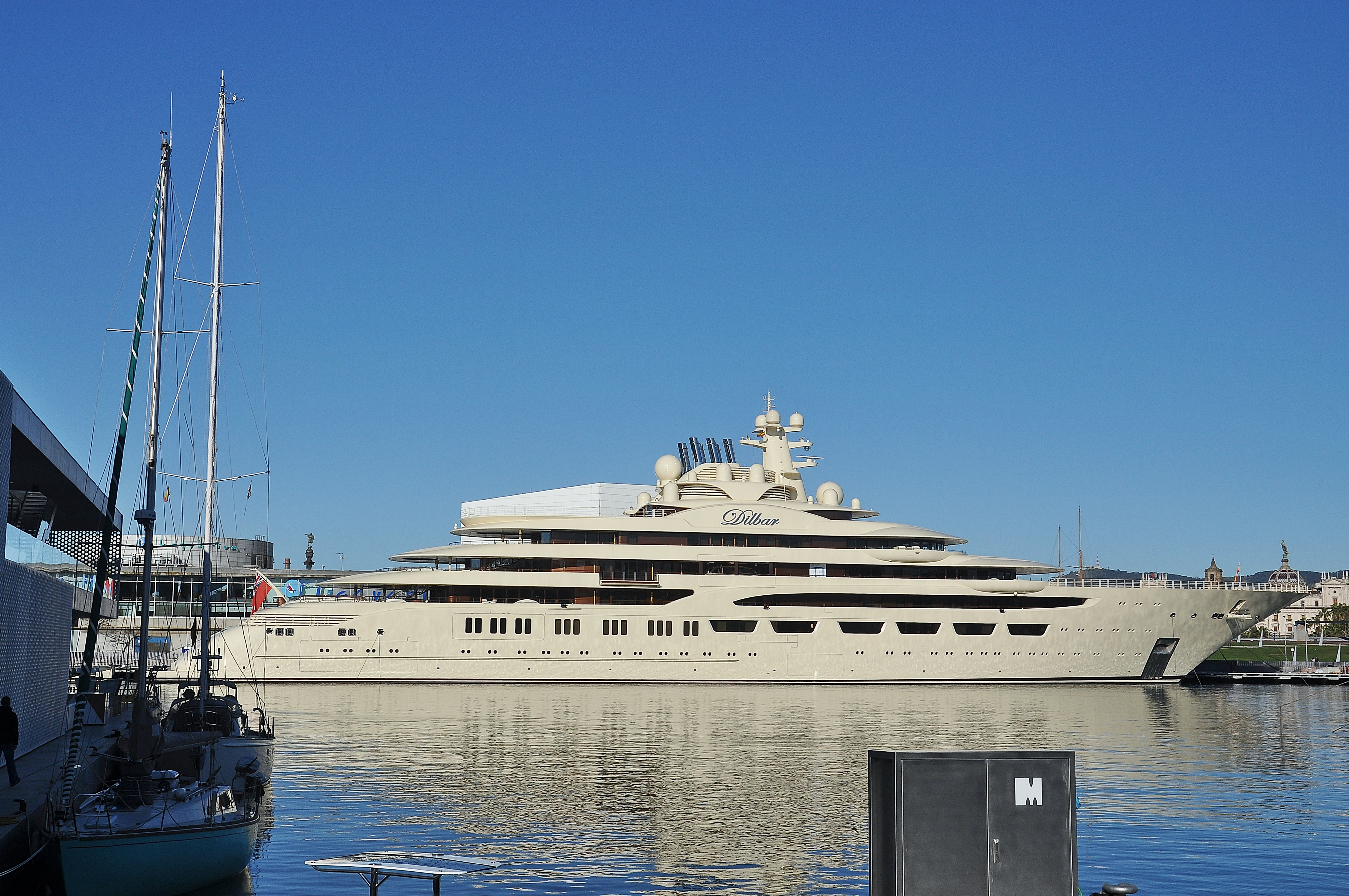
Суперъяхта Алишера Усманова «Dilbar» в 2017 году.

#### Март 2022: расширение санкций
3 марта США ввели смешанный набор санкций против российской элиты:
- Полные блокирующие санкции в отношении олигархов Николая Токарева, Бориса Ротенберга, Аркадия Ротенберга и Алишера Усманова. В дополнение к персональным санкциям в список была добавлена суперъяхта Усманова «Dilbar».
- Правительственные политики Сергей Чемезов, Игорь Шувалов и Дмитрий Песков также подверглись блокировке имущества Минфином США.
- 19 олигархов и членов их семей подлежат ограничениям на поездки в связи с запретом на выдачу виз, введенным Госдепом США[59].
- У семи «объектов дезинформации» была полностью заблокирована собственность, а Министерство финансов США воспользовалось возможностью назвать их имена и пристыдить[англ.] за связи с российской разведкой. Минфин обвинил СВР в руководстве Фондом стратегической культуры и связанными с ним изданиями «Одна Родина», «Ритм Евразии», «Журнал Камертон», а также «Восточное обозрение» и «Новое восточное обозрение»; ФСБ — в руководстве «South Front» и «News Front»; ГРУ — в руководстве «СДН ИнфоРос». Минфин также утверждает, что издание «United World International» связано с проектом «Лахта» под руководством Евгения Пригожина, главным редактором которого являлась Дарья Дугина (погибла 20 августа 2022 года[60][61]), дочь идеолога Александра Дугина, находящегося под санкциями[62][63].

В начале марта 2022 года Байден подписал дополнительные исполнительные указы, связанные с чрезвычайной ситуацией на Украине. Исполнительный указ № 14066 от 8 марта 2022 года запретил США импорт ископаемого топлива из России и любые новые американские инвестиции в российский энергетический сектор. Исполнительный указ № 14068 от 11 марта 2022 года запретил импорт в США из России рыбы, морепродуктов, алкогольных напитков и непромышленных алмазов, а также запретил экспорт из США в Россию предметов роскоши.
11 марта 2022 года OFAC добавило двадцать шесть россиян в санкционный список указа № 14024. Двенадцать из них были членами правительства, включая Юрия Афонина, Леонида Калашникова, Владимира Кашина, Ивана Мельникова, Дмитрия Новикова, Вячеслава Володина и Геннадия Зюганова. Десять человек были связаны с банком ВТБ, в частности, Ольга Дергунова, заместитель президента. Были добавлены родственники Дмитрия Пескова, в том числе его сын Николай Песков (бывший корреспондент RT) и дочь Елизавета Пескова, помощник ультраправого Эмерика Шопрада, депутата Европарламента от Франции. Олигарх Виктор Вексельберг, ранее попавший под санкции в 2018 году, был повторно включен в список вместе со своей суперъяхтой и самолетом Airbus A319-115.
В этот же раунд санкций был добавлен Дмитрий Пантус, председатель Государственного военно-промышленного комитета в правительстве Беларуси.
15 марта 2022 года Государственный департамент включил в список одиннадцать человек, «которые работают или работали в оборонном и связанном с ним материальном секторе экономики Российской Федерации», в том числе генерала армии Дмитрия Булгакова и семь его коллег-депутатов в Министерстве обороны, генерала армии Виктора Золотова, директора Росгвардии и члена Совбеза России; Дмитрия Шугаева, руководителя Федеральной службы по военно-техническому сотрудничеству, и Александра Михеева, директора «Рособоронэкспорта». В тот же день США также продлили санкции против белорусского президента Александра Лукашенко. Было объявлено, что вся собственность и доли в собственности, принадлежащие белорусскому президенту или его супруге, теперь заблокированы в стране.
24 марта 2022 года OFAC осуществило крупнейшее расширение санкций в санкционном списке, введя санкции против 324 отдельных депутатов Госдумы, а также против самой Государственной Думы. Отдельно были добавлены Герман Греф, глава «Сбера», корпорация «Тактическое ракетное вооружение», её дочерние предприятия и генеральный директор, а также холдинг «Вертолёты России» и его дочерние предприятия, а также другие подразделения «Ростеха». В тот же день Госдепартамент опубликовал свои собственные дополнения к списку: семнадцать человек, связанных с «Совкомбанком»; миллиардер Геннадий Тимченко, его компании"Volga Group" и «Трансойл». Также были упомянуты жена, дети, деловой партнер Тимченко и супруга его делового партнера. Госдепартамент также назвал яхту Тимченко заблокированным имуществом.

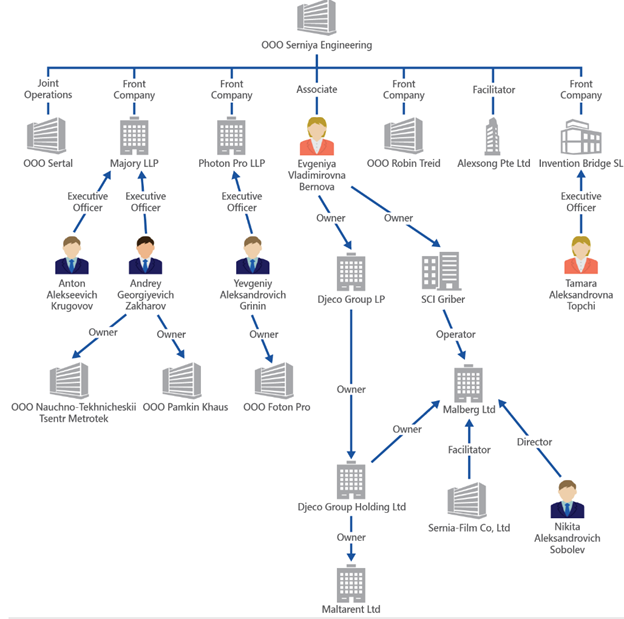
Иллюстрация сети подставных компаний, используемых Российской Федерацией для обхода санкций США.

31 марта 2022 года OFAC обнародовало информацию о существовании «закупочной сети, занимающейся деятельностью по распространению», действующей по указанию российских спецслужб. Управление утверждает, что сеть компаний, включающая предприятия, расположенные в России, Великобритании, Японии, Сингапуре и Испании, была создана для закупки западных технологий, скрывая при этом, что конечным покупателем являются военные и разведывательные службы Российской Федерации. Компании и их руководители были названы и подвергнуты санкциям.

#### Апрель 2022: санкции в ответ на резню в Буче и предполагаемые военные преступления
После отступления российских войск из города Буча Киевской области очевидцы начали делиться свидетельствами зверств, совершенных во время оккупации. На кадрах были запечатлены мёртвые мирные жители со связанными руками. На других кадрах был запечатлен труп мужчины рядом с велосипедом. Журналисты, приехавшие в город, сами обнаружили тела более десятка людей в гражданской одежде. CNN, BBC и AFP опубликовали видеозаписи многочисленных трупов гражданских лиц на улицах и во дворах Бучи, некоторые из них были со связанными руками или ногами. BBC News сообщила, что из 20 тел на улице некоторые были убиты выстрелом в висок, а некоторые тела переехал танк. 2 апреля репортер AFP заявил, что видел не менее двадцати тел гражданских лиц мужского пола, лежащих на улицах Бучи, причем у двух из них были связаны руки.
По мере накопления доказательств президент США Джо Байден призвал судить Путина за военные преступления и заявил, что поддерживает дополнительные санкции против России. 6 апреля старший сотрудник администрации Байдена заявил, что «отвратительная жестокость в Буче сделала трагически очевидной отвратительную природу путинского режима. И сегодня, в согласии с союзниками и партнерами по G7, мы усиливаем самые жесткие санкции, которые когда-либо вводились в отношении крупной экономики».
Президент Байден подписал указ № 14071 от 6 апреля 2022 года «Запрет на новые инвестиции и определенные услуги Российской Федерации в ответ на продолжающуюся агрессию Российской Федерации», запрещающий все инвестиции американских лиц в Россию. Кроме того, указ позволяет министру финансов определить «любую категорию услуг» как запрещенную для экспорта любым лицом США любому лицу России.

#### Сентябрь 2022: «референдумы» и аннексия украинских территорий
30 сентября в ответ на аннексию четырёх украинских регионов Россией, в санкционный список Минфина США попали председатель ЦБ РФ Эльвира Набиуллина, её первый заместитель Ольга Скоробогатова и вице-премьер Александр Новак.

### Закрытие американского воздушного пространства для российских авиакомпаний
27 февраля 2022 года Европейский Союз и Канада приняли решение запретить российским авиакомпаниям пользоваться своим воздушным пространством. В обращении «О положении дел в стране» от 1 марта 2022 года президент США Джо Байден объявил, что Соединенные Штаты «присоединятся к нашим союзникам в закрытии американского воздушного пространства для всех российских рейсов — дальнейшая изоляция России и дополнительное давление на ее экономику».
Запрет вступил в силу 2 марта 2022 года в 9 часов утра по EST. Официальное уведомление Федерального авиационного управления было направлено в виде НОТАМ под названием «СПЕЦИАЛЬНЫЕ ИНСТРУКЦИИ ПО БЕЗОПАСНОСТИ (SSI) ЗАПРЕТ НА РОССИЙСКИЕ ПОЛЕТЫ В ТЕРРИТОРИАЛЬНОМ ВОЗДУШНОМ ПРОСТРАНСТВЕ США» (англ. SPECIAL SECURITY INSTRUCTIONS (SSI) PROHIBITION ON RUSSIAN FLIGHT OPERATIONS IN THE TERRITORIAL AIRSPACE OF THE U.S.). Запрет на полеты в, из, внутри или через территориальное воздушное пространство США распространяется на:
- Все российские авиаперевозчики и коммерческие эксплуатанты, независимо от государства регистрации воздушного судна;
- Все воздушные суда, зарегистрированные в Российской Федерации;
- Все российские государственные воздушные суда, независимо от государства регистрации воздушного судна;
- Все воздушные суда, независимо от государства регистрации, принадлежащие, зафрахтованные, арендованные, эксплуатируемые или контролируемые лицом, являющимся гражданином Российской Федерации, для него или в его интересах.

Узкие исключения допускались для самолетов, «участвующих в гуманитарных или поисково-спасательных операциях, специально разрешенных FAA, государственных воздушных судов, получивших дипломатический допуск Госдепа США, и самолетов, испытывающих чрезвычайные ситуации в полете».
В комментарии, сопровождающем приказ, министр транспорта США Пит Буттиджич сказал: «Соединенные Штаты выступают вместе с нашими союзниками и партнерами по всему миру в ответ на неспровоцированную агрессию Путина против народа Украины».

### «Заморозка и конфискация»
Основной закон США о санкциях, IEEPA, блокирует активы указанного лица или организации, а также запрещает любому лицу США вести дела с указанным лицом или организацией. В частности, Раздел 50 Кодекса США § 1705 криминализирует деятельность, которая «нарушает, пытается нарушить, вступает в сговор с целью нарушения или вызывает нарушение любой лицензии, приказа, постановления или запрета», и предусматривает штрафы до 1 млн долларов США, тюремное заключение до 20 лет или и то, и другое. Кроме того, законы США о конфискации имущества позволяют изымать активы, которые считаются доходами от преступной деятельности.
3 февраля 2022 года Джон «Джек» Ханик был арестован в Лондоне за нарушение санкций против Константина Малофеева, владельца Царьград ТВ. Малофеев является объектом санкций со стороны Европейского Союза и США за материальную и финансовую поддержку сепаратистов Донбасса. Ханик стал первым человеком, которому было предъявлено уголовное обвинение в нарушении санкций США во время войны на Украине.
Согласно судебным документам, Ханик находился под закрытым обвинительным заключением в Окружном суде США по Южному округу Нью-Йорка с ноября 2021 года. Обвинительное заключение было оглашено 3 марта 2022 года. Ханик ожидает экстрадиции из Великобритании в США.
В обращении «О положении дел в стране» от 1 марта 2022 года американский президент Джо Байден объявил об усилиях, направленных против богатства российских олигархов.

Сегодня я говорю российским олигархам и коррумпированным лидерам, которые нажили миллиарды долларов на этом жестоком режиме: Хватит.
Соединенные Штаты — я серьезно. Министерство юстиции Соединенных Штатов собирает специальную целевую группу для расследования преступлений российских олигархов.

Мы объединимся с европейскими союзниками, чтобы найти и конфисковать их яхты, роскошные апартаменты, частные самолеты. Мы придем за вашими незаконно нажитыми средствами.
2 марта 2022 года генеральный прокурор США Меррик Гарланд объявил о создании межведомственной оперативной группы KleptoCapture. Главная цель оперативной группы стала вынужденная необходимость — ввести санкции против российских олигархов, чтобы заморозить и конфисковать активы, которые, по мнению правительства США, были получены в результате их незаконного участия в деятельности российского правительства и вторжения на Украину.
11 марта 2022 года президент США Джо Байден подписал указ № 14068 «О запрете определенных видов импорта, экспорта и новых инвестиций в связи с продолжающейся агрессией Российской Федерации» — указ об экономических санкциях в соответствии с Законом США о международных чрезвычайных экономических полномочиях против нескольких олигархов. Приказ конкретно направлен против двух объектов собственности Виктора Вексельберга, стоимость которых оценивается в 180 млн долларов США: самолета Airbus A319-115 и моторной яхты Tango. Оценка стоимости Tango варьируется от 90 млн долларов США (оценка Министерства юстиции США) до 120 млн долларов США (по данным сайта Superyachtfan.com).
25 марта 2022 года специальный агент ФБР подал аффидевит в поддержку ареста Tango в окружной суд США по округу Колумбия. В ордере под аффидевитом указаны достаточные основания для ареста Tango по подозрению в нарушении 18 U.S.C. § 1349 (заговор с целью совершения банковского мошенничества), 50 U.S.C. § 1705 (Закон о международных чрезвычайных экономических полномочиях) и 18 U.S.C. § 1956 (отмывание денег), и что арест разрешён американскими законами о конфискации активов по гражданским и уголовным делам.
4 апреля 2022 года мировой судья Зия М. Фаруки подписал постановление об утверждении ареста. В конце своего постановления судья Фаруки заявил: «Арест целевой собственности — это только начало расплаты, которая ожидает тех, кто будет способствовать злодеяниям Путина. Ни Министерство юстиции, ни история не будут добры к олигархам, выбравшим не ту сторону. […] Арест Министерством юстиции перекликается с посланием храбрых украинских солдат острова Змеиный».
Гражданская гвардия Испании и американские федеральные агенты Министерства юстиции США и Министерства внутренней безопасности США захватили Tango на Мальорке. В пресс-релизе Министерства юстиции США говорится, что захват Tango был произведен по запросу оперативной группы KleptoCapture.

### Законодательство США по изоляции Российской Федерации
В пятницу, 8 апреля 2022 года, президент Байден подписал два законопроекта Конгресса, направленных на изоляцию Российской Федерации:
- H.R. 6968 «Закон о прекращении импорта российской нефти», который законодательно запрещает импорт энергетических продуктов из Российской Федерации. Этот законопроект был единогласно принят (100 «за», 0 «против») в Сенате США и 413 «за», 9 «против» в Палате представителей США[118][119].
- H.R. 7108 «Закон о приостановлении нормальных торговых отношений с Россией и Беларусью», который приостанавливает нормальные торговые отношения с Российской Федерацией и Республикой Беларусь и направлен на дальнейшее использование торговых и правозащитных санкций. Данный законопроект единогласно (100 «за», 0 «против») прошел в Сенате США и в Палате представителей при голосовании 420 «за», 3 «против»[120][121][122].

## Общественное мнение
По данным Washington Post на 11 октября, доля американцев, крайне или очень обеспокоенных возможным поражением Украины, упала с 55% в мае до 38% в сентябре. Среди республиканцев и сторонников республиканцев 32% считали, что Соединенные Штаты оказывают слишком большую поддержку войне, в марте этой позиции придерживалось всего 9% опрошенных. Согласно Washington Post, опросы в США показали, что общественная поддержка военных действий снижалась. Опрос Pew Research показал, что доля американцев, крайне или очень обеспокоенных поражением Украины, упала с 55% в мае до 38% в сентябре 2022 года. Среди республиканцев и сторонников республиканцев 32% считают, что Соединенные Штаты оказывают слишком большую поддержку войне, по сравнению с 9% в марте.
5 декабря 2022 года Washington Post сообщил, что согласно проведенному опросу, американцы расходятся во мнениях относительно того, должен ли Вашингтон подтолкнуть Украину к скорейшему достижению мира путем переговоров. 47% опрошенных посчитали, что Вашингтон должен подтолкнуть Киев к скорейшему достижению мирного урегулирования.
По данным социологических опросов, проведенных изданием The Economist совместно с  YouGov, опубликованным в марте 2023 года,  уровень поддержки оказания определенных видов помощи Украине за истекший год упал в США среди обеих партий. Если в апреле 2022 года за финансовую помощь Киеву высказались 82% демократов и 67% республиканцев, то в феврале 2023 положительно на данный вопрос ответили лишь 75% демократов и 39% республиканцев. Отправка продовольствия и медикаментов стала единственным видом поддержки, на которую согласилось большинство американцев: 86% демократов и 78% республиканцев.
Согласно опросу SSRS, опубликованному CNN 4 августа 2023 года, большинство американцев выступили против того, чтобы Конгресс санкционировал дополнительное финансирование для поддержки Украины. 55% опрошенных посчитали, что Конгресс США не должен санкционировать дополнительное финансирование для поддержки Украины против 45%, которые считают, что должен. При этом прямое вовлечение вооруженных сил США для участия в боевых действиях поддерживают всего 19% демократов, 18% независимых избирателей и 16% республиканцев. Президент Джо Байден получил одобрение 45% американцев за действия в связи с ситуацией на Украине, а 43% одобрили то, как он выстраивает отношения с Россией.

## Политическая дискуссия
Лидер меньшинства в Палате представителей Кевин Маккарти раскритиковал вторжение в Твиттере как «безрассудное и злое» и поклялся, что США поддержат Украину против попыток «переписать историю» и «нарушить баланс сил в Европе».
Лидер меньшинства в Сенате Митч МакКоннелл призвал правительство США оказать помощь Украине, заявив, что правительство должно «сделать всё возможное, чтобы это российское вторжение было болезненным для россиян, которые в нём участвуют».
Бывший президент Дональд Трамп назвал первоначальную стратегию Владимира Путина разумной и подверг критике администрацию Байдена, заявив, что вторжение России было связано с результатами президентских выборов в США в 2020 году, и повторив заявления о том, что выборы были сфальсифицированы. Позже он заявил, что не понимает, как у правительства находится 40 млрд долларов на Украину, но нет возможности защитить детей в школах США.
В июле 2022 Трамп предположил, что Украина должна была «сдать» территорию Крыма, или дать обязательства о невступлении НАТО, чтобы добиться договоренностей с Россией и предотвратить войну.
Как отмечает издание «Newsweek», несмотря на сильную поддержку Украины в обеих палатах Конгресса, есть десятки республиканцев, которые никогда не поддерживали финансирование военной и гуманитарной помощи Киеву. В марте против пакета ассигнований, содержавшего 13,6 млрд долларов помощи Украине, проголосовал 31 сенатор-республиканец и 57 членов этой партии в Палате представителей. В мае те же 57 республиканцев в нижней палате Конгресса высказались против очередных мер помощи Киеву. 17 мая 11 сенаторов от Республиканской партии вновь не поддержали законопроект о выделении Украине 40 млрд долларов.
- Сенатор-республиканец Рэнд Пол заблокировал ускоренное принятие Сенатом США законопроекта о выделении 40 млрд помощи Украине. Сенатор предложил ряд поправок, одна из них — назначение генерального инспектора, который по аналогии с Афганистаном контролировал бы финансовые и оружейные потоки из США на Украину. В итоге законопроект был рассмотрен в обычном, а не ускоренном режиме[135][136][137].
- Конгрессмен-республиканец от Флориды Мэтт Гетц заявил, что реальной целью помощи Украине является не ее защита, а смена режима в России, для чего США, по его словам, по аналогии с Афганистаном готовы отправить в карманы коррумпированных Киевских чиновников миллиарды долларов: по его словам, год назад Вашингтон уже «проиграл войну пастухам» с винтовками, а теперь «рвется воевать с государством, у которого 6 тысяч ядерных боеголовок». Сравнив 15,3 млрд долларов, выделяемых администрацией Байдена на таможню и пограничную службу с 40 млрд возможной помощи Киеву, Гетц отметил, что, видимо, американским парламентариям «Украина в два раза важнее нашей Родины»[138]. Ранее Гетц устроил потасовку с министром обороны США Ллойдом Остином, обвинив вооруженные силы США в провале ключевых стратегических оценок на Украине, в Афганистане и иных конфликтах из-за их политики «воукизма»[139].
- Конгрессмен-республиканец Томас Мэсси заявил, что за последние шесть месяцев федеральное правительство США потратило на Украину больше, чем ежегодно — на дорожную инфраструктуру страны[140].
- Конгрессмен-республиканец  Джим Бэнкс предположил, что лучше выдать каждому американцу по 1000 долларов, чем предоставлять Украине новый пакет помощи: «Лучше я помогу американцам встать на ноги, чем отправлю деньги за рубеж без каких-либо условий»[141].

23 мая Генри Киссинджер заявил, что затягивание военных действий может быть губительно для Запада, и переговоры о мире должны пройти в ближайшие два месяца. По мнению дипломата, Россия является неотъемлемой частью Европы на протяжении 400 лет, играя важную роль в структуре баланса сил. Украине, по мнению Киссинджера, нужно стремиться к роли нейтрального буфера и призвал украинцев проявить мудрость, сопоставимую с уже проявленным героизмом. По сообщению The Telegraph, заявления были сделаны на фоне признаков ослабления западной коалиции против Путина в связи с усугублением продовольственного и энергетического кризисов и возможного предела налагаемых санкций.
Иво Даалдер, бывший посол США в НАТО, сказал, что тупиковая ситуация на поле боя ставит Соединенные Штаты перед жестким выбором: либо продолжать помогать Украине сохранять «кровавый статус-кво» с разрушительными глобальными последствиями, либо — прекратить поддержку и позволить Москве победить. «Это означало бы скормить Украину волкам», — сказал Даалдер. По его словам, никто не готов это сделать.
Foreign Policy сообщает о неожиданном единстве крайне левых и крайне правых политиков США в критичном отношении к помощи Украине. Ноам Хомский назвал бывшего президента США Дональда Трампа образцом уравновешенной геополитической государственной мудрости за противодействие вооружению Украины. Левые источники, такие как Jacobin, New Left Review и Democracy Now!, считают причиной вторжения России расширение НАТО и выступают против военной помощи Украине. В Конгрессе семь самых ярых консервативных сторонников Трампа вместе с прогрессивными конгрессменами Ильханом Омаром и Кори Бушем проголосовали против запрета российского ископаемого топлива. Целый ряд политиков считают протестное движение Евромайдана на Украине в 2014 году переворотом, осуществленным при поддержке США, среди них — член городского совета Нью-Йорка Кристин Ричардсон Джордан, член Республиканской партии Марджори Тейлор Грин, ученый Ноам Хомский и профессор Чикагского университета Джон Миршаймер.
Член палаты представителей конгресса США Виктория Спартц направила письмо президенту США Джо Байдену, в котором заявила о возможных связях главы офиса президента Украины Андрея Ермака с властями России. МИД Украины обвинил её в попытках заработать политический капитал на теме войны и указал, что это выглядит особенно цинично «со стороны конгрессвумен украинского происхождения». Спартц в ответ призвала «вместо нападок и оскорблений» провести расследование, приведя ситуации, в которых, по ее мнению, роль Ермака должна быть расследована. В дальнейшем украинские журналисты предположили, что критика в адрес Ермака стала последствием действий Днепровского бизнесмена Геннадия Корбана.
Сенатор Крис Мерфи заявил, что усиление контроля Республиканской партии над Конгрессом может остановить военную помощь Украине. По его оценке, обсуждающийся в настоящий момент пакет помощи на 12 миллиардов долларов может стать последним. По данным Defense News, высокопоставленные члены руководства Республиканской партии Палаты представителей не поддержат помощь Украине, в случае если республиканцы возьмут контроль над Палатой представителей. Главным аргументом против помощи является финансовый — республиканцы настаивают, что в первую очередь должны решаться внутренние проблемы. Сообщалось, что ряд конгрессменов-республиканцев прямо высказались. По оценке Мерфи, слухи о прекращении финансирования могут иметь «катастрофические последствия для морального духа украинцев и их способности вести борьбу».
24 октября 2022 года Washington Post сообщил о письме группы из 30 членов Демократической партии США в адрес президента США Джо Байдена, где призвали его резко изменить свою стратегию в отношении войны на Украине и провести прямые переговоры с Россией. По мнению депутатов, необходимо искать реалистичные условия для прекращения огня и приложить дополнительные усилия в дипломатической сфере. В письме звучали призывы к прямым переговорам двух «сверхдержав» — России и США — для скорейшего прекращения войны. Отмечено, что призыв либералов к смене стратегии прозвучал на фоне телефонных переговоров министра обороны Ллойда Остина с Сергеем Шойгу, которые стали одним из самых значительных дипломатических контактов между США и Россией за последнее время.
По мнению обозревателя Washington Post Чарльза Лэйна, письмо невольно подтвердило заявление посла России в США Анатолия Антонова от 21 октября, который заявил, что некоторые прогрессивные круги в США выступают за переговоры для определения форма мирового порядка. По его оценке, невзирая на то, что позже письмо было отозвано, оно нанесло вред образу двухпартийной солидарности по вопросу Украины.
17 ноября Bloomberg сообщил, что после победы в промежуточных выборах депутаты-республиканцы планируют усилить контроль за финансовой помощью Украине. Представители Марджори Тейлор Грин из Джорджии, Томас Мэсси из Кентукки и другие сторонники сокращения помощи Украине потребовали назначить генерального инспектора для проверки уже понесенных расходов.  Грин заявила, что потребует у администрации Байдена передать внутренние документы и сообщения с целью выяснить, куда конкретно ушло финансирование.
30 сентября 2023 года в Сенате была принята бюджетная резолюция на 45 дней, призванная предотвратить остановку работы правительства. Резолюция не включала финансирование Украины и её войны против России.
Washington Post отметил, что решение об исключении финансирования произошло менее чем через две недели после визита В.Зеленского в Вашингтон, который назвали не очень успешным. Украинские официальные лица выразили удовлетворенность общественной поддержкой от Белого дома, Пентагона и союзников в Конгрессе, а также выразили понимание в связи с предстоящим США годом выборов и готовность к решениям, обусловленным внутриполитической ситуацией.
К концу 2023 года согласование очередного пакета помощи Украине вызвало противостояние в Конгрессе и Сенате США.  6 декабря 2023 года республиканцы заблокировали выделение помощи Украине, увязывая поддержку с включением в законопроект пунктов, касающихся безопасности границ США. Переговоры между представителями партий шли несколько недель и прервались в связи с обсуждением изменений в политике предоставления убежища и условно-досрочного освобождения. В тот же день президент США Джо Байден настоятельно призывал конгрессменов к принятию законопроекта о помощи, заявив, что если он не будет принят – это не только принесет победу Владимиру Путину но и сподвигнет его на вторжение в европейские страны.Оп обвинил представителей Республиканской партии готовности сделать Путину величайший подарок и отказаться от глобального лидерства США. По его словам, изменения касающихся пограничного контроля должны стать компромиссом между двумя партиями и предостерег оппонентов от занятия слишком жесткой позиции.
Министерство обороны США в собственном заявлении связало помощь Украине с повышением внутреннего производства и рабочих мест. Согласно Пентагону, большая часть техники, предоставленной Киеву, представляет собой устаревшие системы, которые заменяются новой техникой, производимой в США.
CNN, комментируя результаты декабрьского визита президента Украины Владимира Зеленского в Вашингтон, отметила явное изменение формулировки, касающейся американской помощи Киеву. Если раньше Джо Байден обещал, что Соединенные Штаты будут поддерживать Украину «столько, сколько потребуется», то 12 декабря 2023 года глава Белого  дома, по мнению издания, пересмотрел данное обязательство, заявив, что США будут снабжать Киев критически важным оружием и оборудованием «пока смогут». Это стало результатом политических дискуссий с республиканцами, которые связали любую новую помощь Украине с принятием жестких иммиграционных ограничений, против которых в свою очередь выступают демократы и администрация Байден.  

### Комментарии
1. ↑  Через Малофеева Ханик близок к пророссийски настроенному бывшему министру обороны Греции Паносу Камменосу, а Владимир Путин дает карт-бланш телеканалу "Царьград", который, по словам Малофеева, является российским аналогом Fox News.[103]